# Нам Бен Ги
Нам Бен Ги, другой вариант — Нам Бен-Ги (1909 год, село Вангоу, Ольгинский уезд, Приморская область — 1954 год) — звеньевой колхоза имени Димитрова Нижне-Чирчикского района Ташкентской области, Узбекская ССР. Герой Социалистического Труда (1951).

## Биография
Родился в 1909 году в крестьянской семье в селе Вангоу Ольгинского уезда. Окончил пять классов неполной средней школы в родном селе.
Трудовую деятельность начал в 1930 году. Работал рядовым колхозником в колхозе «Красный авангард» Ольгинского района. В 1937 году депортирован на спецпоселение в Южно-Казахстанскую область. До 1939 года трудился в колхозе «Гигант» Чиилийского района. В 1939 году переехал в Узбекскую ССР. В годы Великой Отечественной войны был призван в трудовой фронт.
После войны работал звеньевым, бригадиром полеводческой бригады в колхозе имени Димитрова Нижне-Чирчикского района. В 1950 году звено Нам Бен Ги собрало в среднем по 91,8 центнера зеленцового стебля кенафа с каждого гектара на участке площадью 11 гектаров. Указом Президиума Верховного Совета СССР от 17 июля 1951 года удостоен звания Героя Социалистического Труда с вручением ордена Ленина и золотой медали «Серп и Молот».
Персональный пенсионер союзного значения.
Скончался в 1954 году. Похоронен на кладбище бывшего колхоза имени Димитрова Нижне-Чирчикского района (сегодня — Куйичирчикский район).